# Canisbay Parish Church

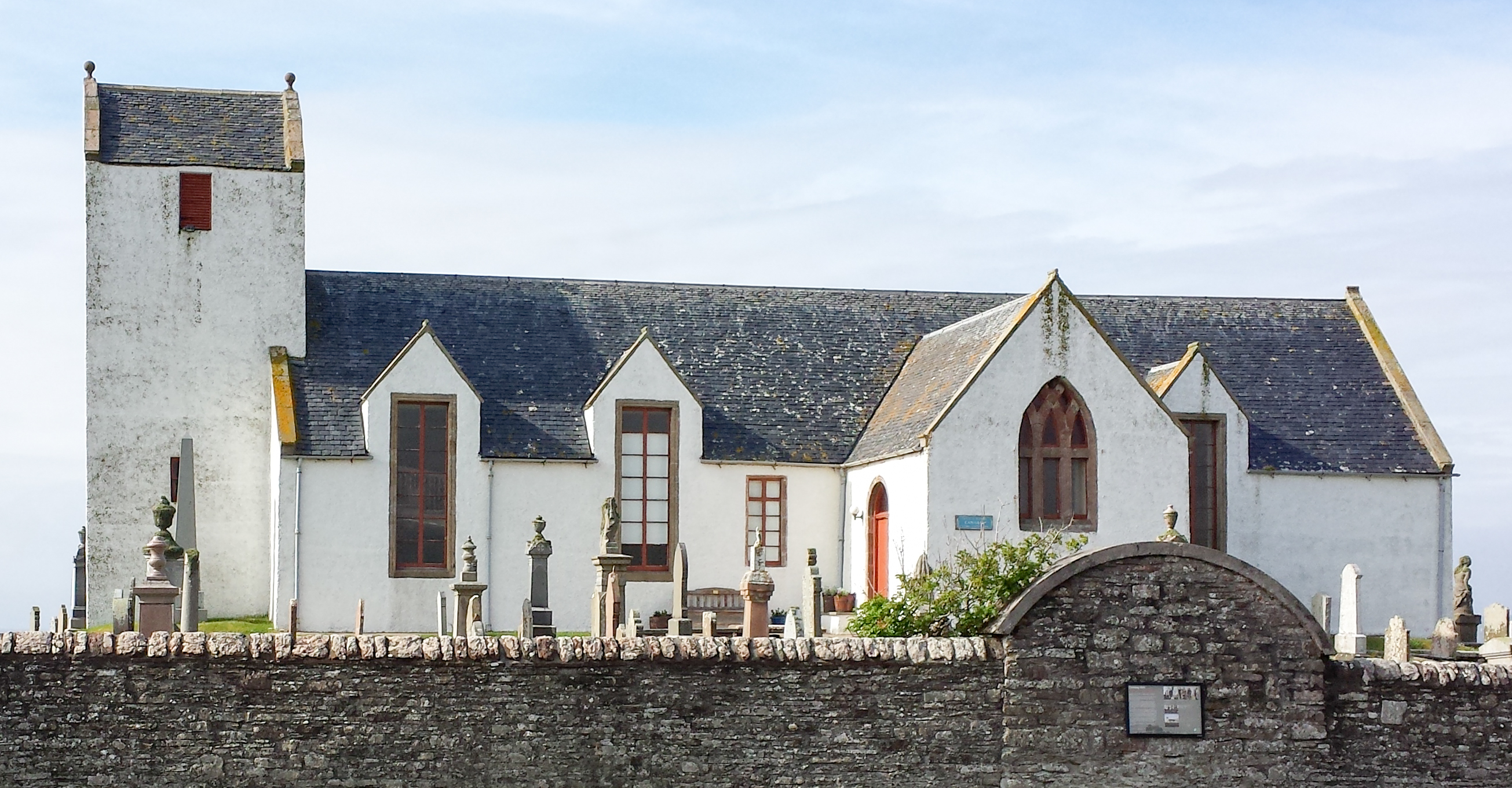
Canisbay Parish Church

Die Canisbay Parish Church ist eine Pfarrkirche der presbyterianischen Church of Scotland in dem schottischen Weiler Canisbay in der Council Area Highland. 1971 wurde das Bauwerk in die schottischen Denkmallisten in der höchsten Denkmalkategorie A aufgenommen. Die Canisbay Parish Church gilt als die nördlichste Pfarrkirche der Insel Großbritannien.

## Geschichte
Am Standort befand sich eine mittelalterliche Kirche, von der Fragmente in der heutigen Struktur erhalten sind. Im Wesentlichen entstammt das heutige Gebäude einer Bauphase im 17. Jahrhundert. Weitere substantielle Überarbeitungen wurden 1720 und 1724 ausgeführt. So entstand das südweisende Querschiff in diesem Zeitraum. Abermals 1833 und zuletzt 1891 wurde die Canisbay Parish Church überarbeitet. Die hohen Sprossenfenster wurden 1891 eingesetzt.
1952 erwarb die Königinmutter das nahegelegene Castle of Mey und restaurierte es umfassend, um es als Urlaubsdomizil zu nutzen. Während ihrer Aufenthalte auf dem Schloss nahm die Königinmutter mehrfach an Gottesdiensten in der Canisbay Parish Church teil.

## Beschreibung
Die Canisbay Parish Church steht am Nordrand von Canisbay abseits der A836 und nahe der Nordseeküste. Ihre Fassaden sind mit Harl verputzt, wobei Natursteineinfassungen abgesetzt sind. Vor dem Westgiebel der Kreuzkirche erhebt sich ein zweigeschossiger Glockenturm mit quadratischem Grundriss. Er ist schlicht, mit kleinen Fensteröffnungen unterhalb der Traufe des abschließenden Satteldaches ausgeführt. In den Giebel des südlichen Querschiffs ist ein spitzbogiges Maßwerk eingelassen. An seiner Westfassade befindet sich eine rundbogige Tür. Das nordweisende Querschiff ist mit zwei Spitzbogenfenstern und Stufengiebel ausgestaltet. Entlang der Südfassade des Langhauses sind drei längliche Sprossenfenster eingelassen, die in Lukarnen enden. Sämtliche Dächer sind mit Schiefer eingedeckt.